# Kresťanská únia
Kresťanská únia (KÚ, dansk: Kristelig Union) er et højreorienteret konservativt politisk parti i Slovakiet. Forkvinde for partiet siden 2019 er Anna Záborská. Partiet fik fem medlemmer valgt ind i Slovakiets parlament ved parlamentsvalget i 2020 på kandidatlisten OĽANO–NOVA–KÚ–ZZ.

## Stiftelse og historie
Partiet hed oprindeligt Nezávislé fórum (Uafhængigt forum) og er stiftet 27. august 1998. Partiet fik nye vedtægter 7. januar 2019 og omdøbt til Kristelig Union 8. februar 2019. Ændringen skabte de facto et nyt parti, selvom formelt set er det fortsat det tidligere parti med et nyt navn. Det skete på den måde at undgå at indsamle 10.000 underskrifter for at danne et nyt parti. Oprettelsen af partiet blev kritiseret af formanden for KDH, Alojz Hlina for at udgøre en fragmentering af de kristne kræfter og fremme af Záborskás personlige ambitioner.
Ved valget til Europa-Parlamentet i 2019 fik partiet 3,85 % af stemmerne hvilket ikke rakte til at blive repræsenteret.
Efter valget blev behovet for at forene kristne politiske kræfter med KDH eller KDŽP diskuteret. Forhandlinger med KDH i efteråret 2019 endte resultløst da KDH kun tilbød Kristelig Union 2 pladser på deres partiliste til parlamentsvalget i 2020. KU fik til gengæld en aftale med OĽaNO om at stille op deres kandidatliste med 19 kandidater og med forkvinde Anna Záborská som nummer 4 på listen. NOVA og Zmena Zdola (ZZ) stillede også op sammen med OĽaNO.
OĽaNO tilbød også sammen med KÚ, at KDH, kunne stille op deres list, med det afviste KDH

### Valgperioden 2020-2024
Ved parlamentsvalget i februar 2020 blev listen OĽANO-NOVA-KÚ-ZZ valgets vinder med flest stemmer. Fem medlemmer af Kristelig Union blev valgt ind i parlamentet.